# Вірд сайнс
Вірд сайнс (англ. Weird Science) — американський науково-фантастичний журнал коміксів початку 1950-х років, який був частиною лінії EC Comics. За чотири роки комікс вийшов 22 випуски, закінчивши випуском за листопад-грудень 1953 року. Вірд фентезі був дочірнім проєктом, що видавався протягом того ж періоду часу.

## Історія видання
Опублікований Біллом Ґейнсом і редагований Елом Фельдштейном, журнал Вірд сайнс, що виходить раз на два місяці, замінив Саддл романсиз (Saddle Romances) випуском за травень/червень 1950 року. Хоча зміна назви та формату набула чинності з випуском 12, Ґейнс і Фельдштейн вирішили не починати нумерацію повторно, щоб заощадити гроші на пошті другого класу. Пошта прийняла до відома, і, починаючи з випуску № 5, усі випуски були пронумеровані правильно. Через це Вірд сайнс № 12 може стосуватися або випуску за травень/червень 1950 року, або справжнього 12-го випуску, опублікованого в 1952 році. Така ж плутанина існує для номерів № 13-15, № 15 є останнім випуском, опублікованим до того, як ЕС змінив нумерацію.
Художник/письменник Гаррі Гаррісон заслуговує на те, що спочатку дав Ґейнсу поняття видання наукової фантастики. Гаррісон заявив, що він і художник Воллі Вуд цікавилися науковою фантастикою і дали Ґейнсу почитати науково-фантастичні історії. Гаррісон, однак, не мав редакторського контролю над змістом коміксу, окрім власних історій, і покинув EC до кінця 1950 року.

## Художники та письменники
Ранні ілюстрації для обкладинок були зроблені Фельдштейном. Вуд, провідний художник обкладинок, став їх постійним ілюстратором у 1952 році. У 1952 році Вуд твори по два оповідання на номер. Іншими художниками інтер'єру Вірд сайнс були Фельдштейн, Френк Фразетта, Ел Вільямсон, Джо Орландо, Джордж Еванс, Гарві Курцман, Джордж Руссос, Гаррісон, Вілл Елдер, Джек Кеймен, Сід Чек і Джек Олесен. Автори перших випусків включали Фельдштейна, Ґейнса, Курцмана, Гаррісона та Гарднера Фокса. Ґейнс і Фельдштейн створили майже всі оповідання з 1951 по 1953 рік

## Розповіді та теми
Як і в інших коміксах EC Comics, Ґейнс і Фельдштейн використовували деякі історії Вірд сайнс, щоб викладати моральні уроки. «Проберс» (№ 8) розповідає про доктора космічного човника, який не звертає уваги на препарування різних тварин, лише для того, щоб опинитися на чужій планеті, де інопланетяни планують його препарувати. У «Черв'як обертається» (№ 11) астронавти розважаються з мексиканськими стрибаючими бобами, але стикаються з подібною ситуацією, коли вони ховаються у шматку фрукта в чужому світі та їх знаходять гігантські прибульці. «Він ходив серед нас» (№ 13) був поглядом на організовану релігію, у якій астронавт, схожий на Христа, допомагає збіднілому населенню чужого світу, але його вбивають ті, хто має владу, що спонукало до народження релігії.
Ґейнс і Фельдштейн знялися в епізодичних ролях у «Розжований» (№ 12), а інші співробітники EC були залучені до «EC конфіденційно» (№ 21).

## Впливи та адаптації
Як і в інших коміксах EC, редагованих Фельдштейном, історії в цьому коміксі в основному ґрунтувалися на тому, що Ґейнс читав велику кількість науково-фантастичних історій і використовував їх для розробки «трамплінів», з яких вони з Фельдштейном могли запускати нові історії. Визначені конкретні сюжетні впливи включають таке:
- «Загублені в мікросвіті» (випуск 12 [1950]) — «Той, хто зменшився» Генрі Хассе
- «Мікрораса» (випуск 13 [1950]) — «Мікрокосмічний бог» Теодора Стерджена
- «Звуки з іншого світу» (випуск 14 [1950]) — «Звукова машина» Роальда Дала
- «Машина з нізвідки» (випуск 14 [1950]) — «Механічна миша» Моріса Гугі
- «Розділяй і володарюй» (випуск 6) — «Вчений розділяє» Дональда Вандрея
- «Монстр із четвертого виміру» (випуск 7) — «Монстр нізвідки» Дональда Вандрея
- «Марсіанське чудовисько» (випуск 9) — «Містер Лупеску» Ентоні Буше
- «Чому тато пішов з дому» (випуск 11) — «Дитина Хроноса» Чарльза Гернесса
- «Вижували!» (випуск 12) — «Картинки не брешуть!» Кетрін Маклін
- «Say Your Prayers» (випуск 13) — «Експедиція» Ентоні Буше
- «Острівний монстр» (випуск 17) — Кінг-Конг Меріана Купера та Ернеста Шодсака
- «Вгору!» (випуск 19) — «Поворот» Дункана Манро[4]

Після несанкціонованої адаптації одного з оповідань Рея Бредбері в іншому журналі Бредбері зв'язався з EC щодо плагіату його роботи. Вони досягли згоди, щоб EC випустив авторизовані версії короткометражного роману Бредбері. Ці офіційні адаптації включають:
- «Марсіанські хроніки» (випуск 17)
- «Марс – це рай!» (випуск 18)
- «Той, хто чекає» (випуск 19)
- «Пакет сюрпризів» (випуск 20)
- «Покарання без злочину» (випуск 21)
- «Вигнанець зірок» (випуск 22)[7]

## Загибель
Науково-фантастичні комікси EC ніколи не могли зрівнятися з популярністю їхніх коміксів жахів, таких як «Оповідання зі склепу», але Ґейнс і Фельдштейн підтримували їх життя, використовуючи прибутки від своїх більш популярних назв. У передруках бібліотеки EC Library історик коміксів Марк Еванієр теоретизує, що формат коротких оповідань, де жодна історія не була довшою за вісім сторінок, сприяв низьким продажам, оскільки комікси жахів набагато краще підходили для дуже коротких історій із шокуючим закінченням, ніж комікси наукової фантастики. Еванієр також розмірковує над тим, чи сприяв дуже схожий стиль логотипу Вірд сайнс (Weird Science) і коміксів Вірд фентезі (Weird Fantasy), а також схожі теми на обкладинках зниження продажів через те, що клієнти вважали, що вони вже володіють випусками, що продаються. Історик Дігбі Діл задався питанням, чи допомогло б коміксам стати більш комерційно успішними завдяки таким персонажам, як у коміксах жахів EC.
Коли низькі продажі стали надто важкими, у 1954 році Вірд сайнс об'єднали комікс Вірд фентезі, щоб створити Вірд Сайнс-Фентезі. Як обговорювалося в статті «In Memoriam» в останньому випуску, було зазначено, що кожен випуск за попередні півтора року втратив гроші, і вони не мали іншого вибору, як об'єднати два комікси в один..Вийшло сім випусків Вірд Сайнс-Фентезі, перш ніж чотири випуски змінили назву на Інкредбл сайс фікшн (Incredible Science Fiction).

## Перевидання
Як і багато інших книг EC, Вірд сайнс багато разів перевидавалася протягом багатьох років. Видавництво Ballantine Books передрукувало вибрані оповідання в серії антологій EC у м'якій палітурці в 1964-66 роках. Усі 22 випуски були опубліковані чорно-білим способом у чотирьох томах у твердій палітурці у 1980 році як частина повної бібліотеки видавця Расса Кокрена. Цей набір було опубліковано у двох версіях: оригінальній, з тим, що Кокран пізніше сказав, що це його власний неповний і іноді помилковий аналіз, і переглянутій версії, що містить аналізи сторонніх учасників. Крім того, усі 22 номери були перевидані у формі коміксів у середині 1990-х видавництвами Cochran і Gemstone Publishing. Пізніше цей повний тираж, разом із обкладинками, було відновлено в серії з п'яти щорічників EC у м'якій палітурці. У 2007 році Кокран і Джемстоун почали публікувати томи Вірд сайнс у твердій обкладинці та перефарбовані в серію Архіви EC. Три томи (із запланованих чотирьох) були опубліковані до того, як фінансові проблеми Gemstone залишили проект у підвішеному стані. У 2015 році Dark Horse опублікував четвертий і останній том.

## Медіаадаптація
Фільм Джона Г'юза 1985 року став найвідомішим носієм імені «Дивна наука». Джоел Сільвер, продюсер фільму, придбав права на зйомку EC Comics на початку 1980-х років. Однак фільм має мало спільного з серією коміксів, окрім спільної назви. Телевізійний серіал транслювався з 1994 по 1997 рік після успіху фільму.
«Перверсії науки» HBO — науково-фантастичний телесеріал/телесеріал жахів, заснований на історіях Вірд сайнс. У коментарях на DVD до епізоду «Будинок жахів на дереві 2» до 3-го сезону «Сімпсонів» було припущено, що поява Канга та Кодоса була заснована на обкладинці коміксів EC. Конкретний номер випуску не згадується, але це може бути комбінація різних обкладинок, включаючи, можливо, Вірд сайнс № 6 і № 16.

## Випуск довідника
| №     | Дата                  | Художник обкладинки | Оповідання                   | Художники оповідань            |
| ----- | --------------------- | ------------------- | ---------------------------- | ------------------------------ |
| 12(1) | травень/червень 1950  | Аль Фельдштейн      | Загублені в мікросвіті       | Гарві Курцман                  |
|       |                       |                     | Сон про приреченість         | Воллі Вуд & Гаррі Гаррісон     |
|       |                       |                     | Експеримент… у смерті        | Джек Камен                     |
|       |                       |                     | «Речі» з космосу!            | Аль Фельдштейн                 |
| 13(2) | липень/серпень 1950   | Аль Фельдштейн      | Вторгнення літаючої тарілки  | Аль Фельдштейн                 |
|       |                       |                     | Монстр Метеор                | Воллі Вуд & Гаррі Гаррісон     |
|       |                       |                     | Мікроперегони!               | Джек Камен                     |
|       |                       |                     | …Людина, яка мчала з часом   | Гарві Курцман                  |
| 14(3) | вересень/жовтень 1950 | Аль Фельдштейн      | Знищення Землі!              | Аль Фельдштейн                 |
|       |                       |                     | Звуки з іншого світу!        | Гарві Курцман                  |
|       |                       |                     | Машина з нізвідки            | Harry Harrison                 |
|       |                       |                     | Вічна людина                 | Джек Камен                     |
| 15(4) | листопад/грудень 1950 | Аль Фельдштейн      | Паніка!                      | Аль Фельдштейн                 |
|       |                       |                     | Радіоактивна дитина!         | Гарві Курцман                  |
|       |                       |                     | Будинок, вчасно!             | Ґрем Інґельс                   |
|       |                       |                     | Гаргантюа!                   | Джек Камен                     |
| 5     | січень/лютий 1951     | Аль Фельдштейн      | Зроблено з майбутнього!      | Аль Фельдштейн                 |
|       |                       |                     | Повернення                   | Воллі Вуд                      |
|       |                       |                     | Остання війна на Землі       | Гарві Курцман                  |
|       |                       |                     | Вбитий вчасно!               | Джек Камен                     |
| 6     | березень/квітень 1951 | Аль Фельдштейн      | Відродження Венери           | Аль Фельдштейн                 |
|       |                       |                     | Людина і Супермен!           | Гарві Курцман                  |
|       |                       |                     | Загибель Титаніка!           | Воллі Вуд                      |
|       |                       |                     | Розділяй і володарюй         | Джек Камен                     |
| 7     | травень/червень 1951  | Аль Фельдштейн      | Монстр з четвертого виміру   | Аль Фельдштейн                 |
|       |                       |                     | Щось не вистачає!            | Джек Камен                     |
|       |                       |                     | …У Грегорі була Модель-Т!    | Гарві Курцман                  |
|       |                       |                     | Інопланетяни!                | Воллі Вуд                      |
| 8     | липень/серпень 1951   | Аль Фельдштейн      | Насіння Юпітера!             | Аль Фельдштейн                 |
|       |                       |                     | Втеча                        | Джордж Руссос                  |
|       |                       |                     | Не підлягає ремонту          | Джек Камен                     |
|       |                       |                     | Зондери                      | Воллі Вуд                      |
| 9     | вересень/жовтень 1951 | Воллі Вуд           | Сіра Хмара Смерті!           | Воллі Вуд                      |
|       |                       |                     | Марсіанське чудовисько       | Джек Камен                     |
|       |                       |                     | Загарбники                   | Воллі Вуд                      |
|       |                       |                     | Раб Зла!                     | Джек Олесон                    |
| 10    | листопад/грудень 1951 | Воллі Вуд           | Діви плакали                 | Воллі Вуд                      |
|       |                       |                     | Зменшення… витрат            | Джек Камен                     |
|       |                       |                     | Трансформація завершена      | Воллі Вуд                      |
|       |                       |                     | Планетоїд!                   | Джо Орландо                    |
| 11    | січень/лютий 1952     | Аль Фельдштейн      | Підкорювачі Місяця!          | Воллі Вуд                      |
|       |                       |                     | Тільки Людина!               | Джек Камен                     |
|       |                       |                     | Чому тато пішов з дому       | Джо Орландо                    |
|       |                       |                     | Черв'як обертається          | Джо Орландо                    |
| 12    | березень/квітень 1952 | Воллі Вуд           | Гобл - найкращий друг Кнога  | Воллі Вуд                      |
|       |                       |                     | Остання людина!              | Джек Камен                     |
|       |                       |                     | Андроїд!                     | Воллі Вуд                      |
|       |                       |                     | Розжований!                  | Джо Орландо                    |
| 13    | травень/червень 1952  | Воллі Вуд           | Зважене рішення              | Воллі Вуд                      |
|       |                       |                     | Економія для майбутнього     | Джек Камен                     |
|       |                       |                     | Він ходив серед нас          | Воллі Вуд                      |
|       |                       |                     | Скажіть свої молитви         | Джо Орландо                    |
| 14    | липень/серпень 1952   | Воллі Вуд           | Будуть зроблені деякі зміни! | Воллі Вуд                      |
|       |                       |                     | Внутрішня історія!           | Білл Елдер                     |
|       |                       |                     | Стратегія!                   | Сід Чек                        |
|       |                       |                     | Вони успадкують              | Джо Орландо                    |
| 15    | вересень/жовтень 1952 | Воллі Вуд           | Марсіани!                    | Воллі Вуд                      |
|       |                       |                     | Полон                        | Аль Вільямсон                  |
|       |                       |                     | Прорахунок                   | Джек Камен                     |
|       |                       |                     | Бум Стер!                    | Джо Орландо                    |
| 16    | листопад/грудень 1952 | Воллі Вуд           | Вниз до Землі                | Воллі Вуд                      |
|       |                       |                     | Космос!                      | Аль Вільямсон                  |
|       |                       |                     | Дано спадкоємця!             | Джек Камен                     |
|       |                       |                     | Народний вибір!              | Джо Орландо                    |
| 17    | січень/лютий 1953     | Воллі Вуд           | Вищипаний!                   | Воллі Вуд                      |
|       |                       |                     | Острівний монстр             | Аль Вільямсон                  |
|       |                       |                     | Вихідний!                    | Джек Камен                     |
|       |                       |                     | Довгі роки!                  | Джо Орландо                    |
| 18    | березень/квітень 1953 | Воллі Вуд           | Марс - це рай!               | Воллі Вуд                      |
|       |                       |                     | Швидкий кінець!              | Аль Вільямсон                  |
|       |                       |                     | Паралель!                    | Джек Камен                     |
|       |                       |                     | Розібрали!                   | Джо Орландо                    |
| 19    | травень/червень 1953  | Воллі Вуд           | Дорогоцінні роки             | Воллі Вуд                      |
|       |                       |                     | Той, Хто чекає               | Аль Вільямсон                  |
|       |                       |                     | Прямо на кнопці!             | Білл Елдер                     |
|       |                       |                     | На ключі!                    | Джо Орландо                    |
| 20    | липень/серпень 1953   | Воллі Вуд           | Огидні!                      | Воллі Вуд                      |
|       |                       |                     | Пакет сюрпризів              | Джек Камен                     |
|       |                       |                     | Реформатори                  | Джо Орландо                    |
|       |                       |                     | 50 дівчат 50                 | Аль Вільямсон                  |
| 21    | вересень/жовтень 1953 | Воллі Вуд           | EC Конфіденційно!            | Воллі Вуд                      |
|       |                       |                     | Покарання без злочину        | Джек Камен                     |
|       |                       |                     | Компанія двох…               | Аль Вільямсон & Френк Фразетта |
|       |                       |                     | Потворний                    | Джо Орландо                    |
| 22    | листопад/грудень 1953 | Воллі Вуд           | Новий початок                | Аль Вільямсон                  |
|       |                       |                     | Мисливці за головами         | Джордж Еванс                   |
|       |                       |                     | Мій світ                     | Воллі Вуд                      |
|       |                       |                     | Ізгой зірок                  | Джо Орландо                    |